# Rukungiri
Rukungiri – miasto w Ugandzie, stolica dystryktu Rukungiri.